# Manuel Adriansen
Manuel Adriansen (Anvers, principis del segle xv) fou un compositor de música holandès i celebrat mestre del llaüt.
És autor de dos tractats en xifra per aquell instrument, titulats Pratum Musicum i Novum Pratum Musicum (Anvers, 1592).